# Franziska von Montfort
Franziska von Montfort (* 1622 oder 1623; † 9. August 1669) war eine Äbtissin des freiweltlichen Damenstifts Buchau im heutigen Bad Buchau am Federsee.

## Leben
Franziskas Eltern waren Hugo von Montfort und Euphrosina Truchsess von Waldburg-Wolfegg. Vor ihrem Eintritt in das Damenstift war sie Hofdame von Claudia von Tirol. Am 16. Mai 1650 wurde sie von einer Kanonikerin (Eleonora Ursula von Wolkenstein) und einem Kanoniker zur Äbtissin von Buchau gewählt.
In den Aufzeichnungen des Stiftes finden sich ab ihrer Wahl fortlaufend Hinweise auf routinemäßige Tätigkeiten als Regierungschefin des geistlichen Territoriums. Sie war voll und ganz damit beschäftigt, die Auswirkungen des Dreißigjährigen Kriegs auf das Stiftsgebiet zu mildern.
Sie starb im Jahre 1669. Nach ihrem Tode wurde das erste von dort bekannte Besitzinventar angelegt.